# Captain January
Captain January és una pel·lícula estatunidenca dirigida per David Butler el 1936, amb Shirley Temple i Guy Kibbee.

## Argument
Helen "Star", una petita òrfena, és criada per un mariner, el capità January. Viu en un far i viu feliç, fins al dia en què volen desallotjar-los.

## Repartiment
- Shirley Temple: Helen "Star" Mason
- Guy Kibbee: capità January
- Slim Summerville: capità Nazro
- Buddy Ebsen: Paul Roberts
- Sara Haden: Agatha Morgan
- Jane Darwell: La vídua Sra. Eliza Croft
- June Lang: Mary, la institutriu
- Jerry Tucker: Cyril Morgan
- George Irving: John Mason
- Nella Walker: Sra. John Mason